# والتر اوگو کوری
والتر اوگو کوری (پرتغالی: Walter Hugo Khouri؛ ۲۱ اکتبر ۱۹۲۹ – ۲۷ ژوئن ۲۰۰۳) یک کارگردان فیلم اهل برزیل بود با تبار لبنانی-ایتالیایی است.
کوری ۲۵ فیلم بلند ساخته و جوایز ملی و بین‌المللی متعددی دریافت کرده است. فیلم او به نام «شب خالی» ساخته سال ۱۹۶۴، یکی از بهترین فیلم‌های تاریخ برزیل محسوب می‌شود و در جشنواره فیلم کن ۱۹۶۵ برای جایزه نخل طلا شرکت داشت.
از فیلم‌ها یا مجموعه‌های تلویزیونی که وی در آن‌ها نقش داشته‌است، می‌توان به کاخ فرشتگان اشاره نمود.